# Mjällby AIF
Mjällby AIF – szwedzki klub piłkarski z siedzibą w Mjällby, koło Sölvesborga. Obecnie występuje w Allsvenskan.

## Historia
Klub piłkarski Mjällby AIF został założony w miejscowości Mjällby w 1939 roku z połączenia Listers IF i Hälleviks IF. W 1980 zadebiutował w Allsvenskan, gdzie zajął ostatnie, 14. miejsce i spadł do Division 2. W sezonie 1982 wygrał grupę Södra i powrócił do najwyższej ligi. Ale nie utrzymał się w niej, zdobywając 11. miejsce. W latach 2000–2001 zajmował 3. miejsce w Division 1, jednak baraże przegrywał z BK Häcken i IFK Norrköping. W sezonie 2009 zdobył pierwsze miejsce w Superettan i awansował ponownie do Allsvenskan, gdzie grał przez 5 sezonów z rzędu, spadając w sezonie 2014 do drugiej ligi. Potem został zdegradowany nawet do I dywizji, jednak po zwycięstwie w 2018 roku zdobył promocję wyżej. Rok później wygrał Superettan i powrócił do najwyższej ligi po 5 latach nieobecności.

## Barwy klubowe, strój
| Żółty | Czarny |

Klub ma barwy żółto-czarne. Mecze domowe zazwyczaj rozgrywa w żółtych koszulkach, czarnych spodenkach i żółtych getrach.

## Piłkarze i trenerzy klubu

### Piłkarze
Stan na 11 stycznia 2020:
| Nr | Poz. | Piłkarz                  |
| -- | ---- | ------------------------ |
| 2  | OB   | Adi Terzić               |
| 3  | OB   | Amer Eriksson Ibragić    |
| 5  | OB   | Mohanad Jeahze           |
| 7  | PO   | Viktor Gustafson         |
| 8  | PO   | Bubacarr Jobe            |
| 9  | PO   | Joel Nilsson             |
| 12 | PO   | David Löfquist (kapitan) |
| 13 | BR   | Carljohan Eriksson       |
| 14 | PO   | Kevin Höög Jansson       |
| 17 | PO   | Charbel Georges          |
| 18 | PO   | Adam Petersson           |

| Nr | Poz. | Piłkarz                               |
| -- | ---- | ------------------------------------- |
| 19 | NA   | Mirza Halvadžić                       |
| 22 | PO   | Jesper Gustavsson                     |
| 24 | NA   | Taylor Silverholt                     |
| 32 | NA   | Erik Pärsson                          |
|    | OB   | Eric Björkander                       |
|    | OB   | Jasin Khayat                          |
|    | NA   | Omar Dampha                           |
|    | OB   | Max Watson                            |
|    | PO   | Mamudo Moro                           |
|    | BR   | Noel Törnqvist                        |
|    | BR   | Marko Johansson (wypożyczony z Malmö) |

#### Na wypożyczeniu
| Nr | Poz. | Piłkarz                                       |
| -- | ---- | --------------------------------------------- |
|    | OB   | Pontus Jonsson (wypożyczony do FK Karlskrona) |

## Struktura klubu

### Stadion
Klub rozgrywa swoje mecze domowe na stadionie Strandvallen w Hälleviku, który może pomieścić 7500 widzów.

### Inne sekcje
Klub prowadzi drużyny dla dzieci i młodzieży w każdym wieku.

## Kibice i rywalizacja z innymi klubami

### Rywalizacja
Największymi rywalami klubu są inne zespoły z okolic.

### Derby
- FK Karlskrona